# Naturschutzgebiet Kieshofer Moor
Das Naturschutzgebiet Kieshofer Moor ist ein Naturschutzgebiet im Gebiet der Gemeinde Wackerow in Mecklenburg-Vorpommern. Es liegt in einem Wald vier Kilometer nördlich von Greifswald. Die namensgebende Ortschaft Groß Kieshof befindet sich unweit westlich. Das Naturschutzgebiet wurde am 3. März 1938 mit einer Größe von 30 Hektar ausgewiesen. Der Schutzzweck besteht im Erhalt eines wiedervernässten Sauer-Zwischenmoores, welches auch als Lehr- und Forschungsobjekt der Universität Greifswald dient.
Der aktuelle Gebietszustand wird als gut eingestuft und das Naturschutzgebiet Kieshofer Moor gilt als gelungenes Beispiel einer Moorrenaturierung. Der Lamarck-Zirkel der Universität Greifswald übernimmt die Schutzgebietsbetreuung und führt Pflegemaßnahmen, wie zum Beispiel die Entnahme von nachwachsenden Gehölzen, durch.

## Geschichte und Wasserhaushalt
Das Kieshofer Moor entstand als 10 Meter tiefes Toteisloch zum Ende der letzten Eiszeit. Das abtauende Eis schuf einen Kesselsee, der in den folgenden Jahrtausenden verlandete und bis zum Kesselmoorstadium vermoorte. Da die Arealgrenze für rein regenwassergespeiste Moore bei 620 mm Jahresniederschlag liegt, konnte sich kein reines Regenmoor herausbilden. Im Nordwesten von Mecklenburg-Vorpommern sind die Jahresniederschläge höher, so dass sich dort 20 Regenmoore finden lassen. Die Entwicklungsgeschichte des Moores lässt sich noch heute mit Bohrungen durch die Abfolge von Ton-, Leber- und Torfmudde belegen. Die Torfschicht erreichte eine Mächtigkeit von bis zu sieben Metern. Das Kesselmoor war im Inneren gehölzfrei. was noch auf der Schwedischen Matrikelkarte belegt ist. Ab 1823 wurde im Moor Torf abgebaut. Die dafür nötige Entwässerung führte zur Grundwasserabsenkungen und zur Einwanderung von Gehölzen. Ein Graben führt noch heute in Richtung Osten zum Greifswalder Bodden. Das Moor bewaldete. Erst durch Verschluss des Grabens mit folgender Anhebung des Wasserspiegels ab 1988 und Kiefernentnahme konnte dieser Prozess langsam wieder aufgehoben werden. Der Zugang erfolgte bislang über einen Holzsteg, der über die B 105 erreichbar war. Er ist im Jahr 2014 morsch, so dass das Naturschutzgebiet derzeit nicht betreten werden kann.

## Pflanzen- und Tierwelt

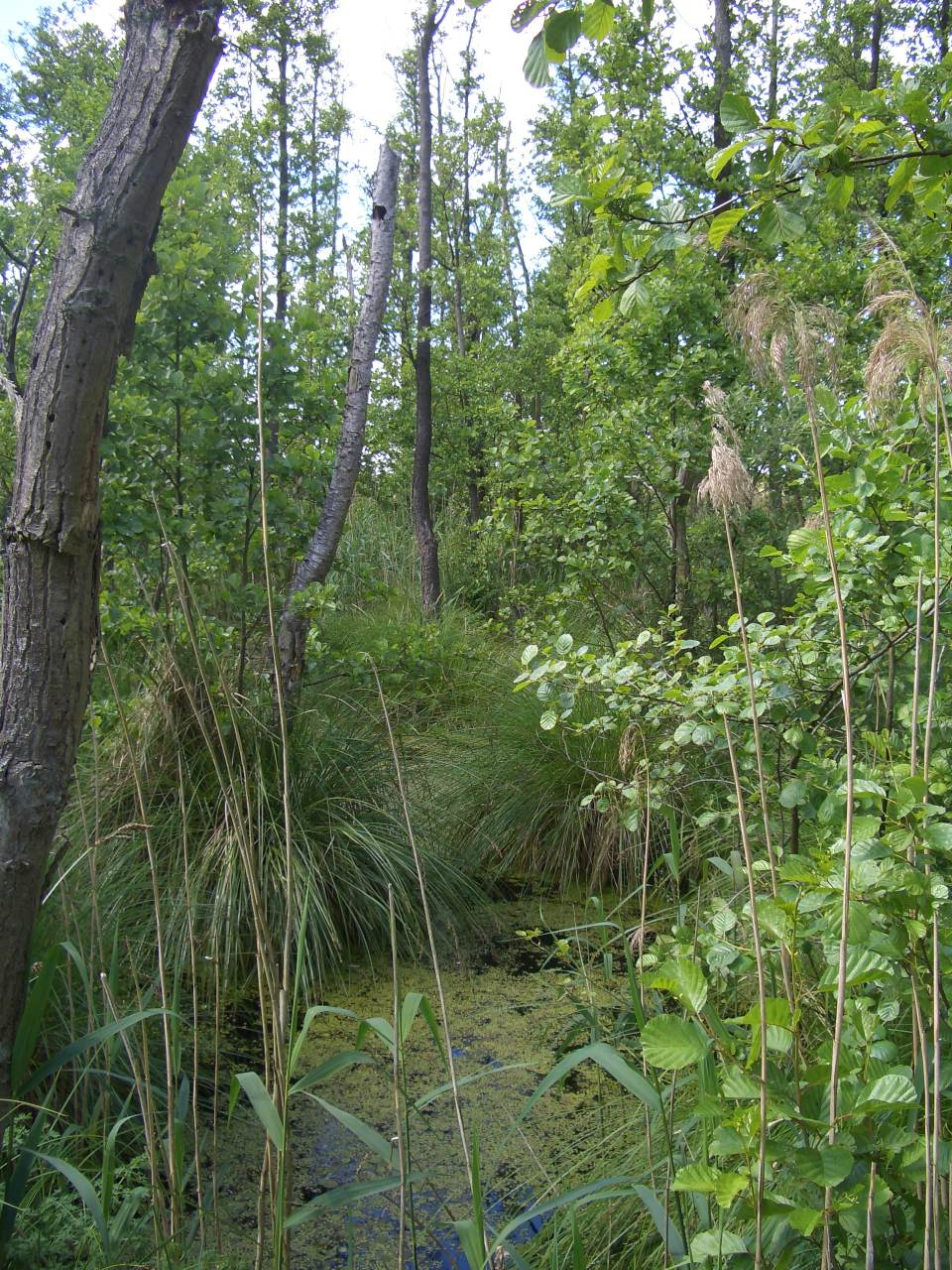
Erlenbruchwald im Randbereich

Das Moor weist einen starken Nährstoffgradienten in Richtung Zentrum von euthroph zu oligotroph auf. Im Randbereich findet sich ein eutropher Randsumpf mit Großseggen, Weiden, Röhricht und Erlen. Neben der typischen Wasserfeder, wachsen dort Rispen-Segge, Rohrkolben, Flatterbinse und Froschbiss. In sehr feuchten Sommern stirbt die Erle stellenweise ab, so dass sich ein Wechselspiel aus Segge (feuchte Jahre) und Erle (trockene Jahre) einstellt. Im Zentrum des Moores wächst nach der Wiedervernässung wieder die ursprüngliche (oligotrophe) Hochmoorvegetation. Es finden sich Wollgras-Torfmoosrasen mit Scheidigem Wollgras, Schmalblättrigen Wollgras, Sumpfporst und Moosbeere. Brutvögel im Gebiet sind Krickente, Seeadler, Kranich, Bekassine und Waldwasserläufer. Im Frühjahr häufen sich die Vorkommen von Gras-, Grün- und Moorfrosch. Im Gebiet wurden 21 Libellenarten nachgewiesen, darunter Torf-Mosaikjungfer, Mond-Azurjungfer, Kleine Mosaikjungfer und Große Mosaikjungfer sowie die Große Königslibelle. Der Große Abendsegler jagt im Gebiet.